# Il Napoleone nero
Il Napoleone nero è il terzo e ultimo romanzo della trilogia dedicata alla rivolta degli schiavi di Haiti dello scrittore statunitense Madison Smartt Bell; racconta la storia romanzata della rivoluzione anticoloniale della colonia francese di Saint-Domingue come conseguenza dell'affermarsi della Convenzione a Parigi nel 1791. Protagonista della narrazione è Toussaint Louverture ex schiavo liberto e poi generale delle truppe insorte, dell’esercito francese e infine governatore generale della colonia.

## Trama
Nell'ottobre 1802 Toussaint Louverture si trova prigioniero nella fortezza di Joux, nelle Alpi francesi, dopo essere stato tradito e consegnato alle forze d'occupazione. Mentre attende riscontro alla domanda di grazia presentata al Primo console Napoleone Bonaparte, Toussaint ritorna con la memoria alla propria vita.
Toussaint Louverture governa Saint-Domingue in nome della Francia ma sulla base di una Costituzione che egli stesso ha dato al paese, al termine della guerra civile tra bianchi, mulatti e neri, vinta da questi ultimi. Al palazzo del governo a Cap-Français Hébert, medico bianco al servizio del governo, sente per la prima volta parlare dell'arrivo di una spedizione militare dalla Francia: Bonaparte invia un esercito al comando del generale Leclerc per ristabilire l’autorità sulla colonia.
Nella flotta che porta le truppe verso Saint-Domingue sono in viaggio anche i due figli maggiori di Toussaint, Placide e Isaac, che studiano in un collegio francese; i giovani, convinti a tornare dal Primo console, hanno però l'impressione di essere soprattutto ostaggi. Ancora a bordo delle navi, quattro ufficiali francesi scommettono su chi di loro catturerà per primo Toussaint: si tratta dei capitani Daspir, Paltre, Guizot e Cyprien,
L'arrivo della flotta francese raggela Toussaint, che lascia le città in mano ai suoi ufficiali e scompare nell'entroterra. Dalle navi sbarcano ambasciatori che diffondono un proclama del Primo Console nel quale si conferma che la schiavitù è abolita per sempre. La maggior parte dei comandanti non si fidano, in molte città dove sbarcano truppe si hanno furiosi combattimenti, sempre vinti dai francesi.
Prima di abbandonare le città, i comandanti neri appiccano le fiamme a tutti gli edifici per lasciare loro in mano solo cenere. Élise, la sorella del dottor Hébert, lascia Le Cap poco prima degli scontri e si rifugia nella tenuta di famiglia a Ennery insieme ai figli; suo fratello invece preferisce rimanere accanto a Nanon, la donna nera che ama, nel tentativo di impedire la distruzione della capitale. Ma tutto si rivela inutile, malgrado l'opposizione del sindaco nero della città, a guidare l'incendio e la resistenza ai francesi è lo stesso Toussaint Louverture, tornato alla macchia in groppa al suo cavallo. Non riesce a impedire lo sbarco, ma le forze d'occupazione si trovano in mano un pugno di cenere.
Dopo l'incendio anche il dottor Hébert lascia Le Cap con gli altri bianchi, tra i quali l'amica Isabelle Cigny, e con i figli di Toussaint, scortati da ufficiali francesi che hanno l'incarico di stabilire un contatto con il governatore nero dell'isola. Raggiungono la piantagione Bréda dove un tempo Toussaint era schiavo, dappertutto ci sono sue tracce ma lui sembra scomparso. In alcune località la trascuratezza dei comandanti neri ha fatto sì che i francesi potessero sbarcare indisturbati, come a Port-au-Prince. Negli scontri diretti, l'esercito nero ha sempre la peggio contro gli invasori, per questo Toussaint ordina di disimpegnarsi, bruciare tutto e ritirarsi all'interno.
Tra i comandanti più decisi si distingue Jean-Jacques Dessalines, che opera anche un massacro di 400 coloni bianchi. In ogni scontro campale i soldati francesi hanno la meglio, e alcuni comandanti locali passano dalla loro parte. Gli ordini di Touissaint sono di bruciare tutto il possibile e ritirarsi sulle montagne, dove conta di sconfiggere gli occupanti con azioni di guerriglia. I due figli di Toussaint si dividono: Isaac decide di rimanere fedele alla Francia, e il padre lo lascia andare; Placide viene incorporato nella sua guardia personale.
Una colonna francese si avvicina a Ennery, dove si trova la piantagione Bréda e le proprietà di Toussaint. Gli invasori manovrano per accerchiare l'esercito nero intorno a Ravine à Couleuvre, montagna dove i difensori hanno nascosto una polveriera. L'assalto francese è devastante, ma i difensori riescono a far saltare il deposito e una carica finale di corazzieri della guardia personale di Toussaint Louverture costringe i francesi alla ritirata. L’esercito nero è ancora intatto, si sgancia e si allontana all’interno.
Il tentativo del generale Dessalines di bruciare la città di Port-au-Prince lasciata sguarnita si infrange contro l'intervento a fianco degli invasori di banditi contrari al governo di Toussaint. I neri dell'isola intanto si rendono conto che non è così pacifico che i bianchi siano venuti a garantire davvero le libertà promesse dal proclama del Primo Console.
Toussaint escogita una trappola per i francesi in una piccola fortificazione dell'interno, la crête a Pierrot, apparentemente sguarnita. In realtà è pesantemente fortificata dagli uomini di Dessalines, e i francesi perdono duemila uomini falciati dalla mitraglia in due inutili assalti. Dopo un regolare assedio, quando Toussaint sta per arrivare con il suo esercito, gli assediati tentano una sortita vittoriosa e si dileguano. Il dottor Hébert, aggregato come medico presso Dessalines, si unisce ai francesi quando espugnano la posizione e massacrano i feriti.
Apparentemente i francesi stanno perdendo la guerra, malgrado l'arrivo di continui rinforzi. La resa del generale Cristophe però amareggia Toussaint, che decide di temporeggiare. Accetta la proposta di resa di Leclerc ma smobilita solo in parte il proprio esercito, impiegando la guardia nelle piantagioni intorno a casa. La febbre gialla decima i francesi, che temono di venire sopraffatti da una nuova sollevazione. Bonaparte ordina di deportare tutti gli ufficiali neri, Toussaint cade in un'imboscata, viene catturato e deportato con tutta la famiglia in Francia. Verrà lasciato morire in carcere, dove si spegnerà il 7 aprile 1803, sei mesi dopo Leclerc che verrà stroncato dalla febbre gialla.
Ma la guerra non termina con la sua scomparsa, anzi gli altri generali neri che non hanno più la sua intelligenza né la sua cultura condurranno una guerra spietata che porterà alla dichiarazione d’indipendenza il 31 dicembre 1803, e allo sterminio di tutti i cittadini bianchi avviato da Dessalines nel 1805.

## Edizioni
- Madison Smartt Bell, Il Napoleone nero, traduzione di Emiliano Bussolo, Alet,  p. 892, ISBN 978-88-7520-049-7.